# 58P/Jackson-Neujmin
O 58P/Jackson-Neujmin é a designação de um cometa periódico do nosso sistema solar, que pertence à família Júpiter.

## Descoberta
O cometa foi descoberto em 20 de setembro de 1936 pelos astrônomos Cyril V. Jackson (Observatório União, África do Sul) e Grigory N. Neujmin.

## Características orbitais
A órbita deste cometa tem uma excentricidade de 0,6615 e possui um semieixo maior de 4,08035 UA. O seu periélio leva o mesmo a uma distância de 1,38117 UA em relação ao Sol e seu afélio a 6,77954 UA.